# シャークノーズ
シャークノーズ(Sharknose)は、サメの鼻のように尖った形態、およびその形をした対象物の名称。自動車や航空機、鉄道車両での使用例がある。

## 自動車
自動車におけるシャークノーズという名称は、1930年代から1940年代の流線型の自動車に付与された愛称である。その嚆矢は1936年のウィリス・オーバーランド社のもので、第二次世界大戦が始まるまで製造された。この名称は1938年のグラハム・ペイジのスプリット・オブ・モーションや1940年代のナッシュのハドソンモデルでも使用された。
フェラーリ・156F1にもその外観からシャークノーズの愛称が付与されている。

## 航空機
戦闘機でこの形態が多く採用されており、ノーズアートにおいても鮫を描いた例が多数存在する。

## 鉄道車両
シャークノーズの愛称を持つ鉄道車両には、日本の新幹線100系・200系や、アメリカ合衆国のボールドウィン製ディーゼル機関車の例がある。

### ボールドウィン製ディーゼル機関車
アメリカのボールドウィン・ロコモティブ・ワークスがペンシルバニア鉄道（PRR）のために製造した一連のキャブ・ユニットタイプの電気式ディーゼル機関車の愛称。そのデザインは、インダストリアル・デザイナーのレイモンド・ローウィによる。同性能の機関車で、丸みを帯びた車体形状のものはベビーフェースと呼ぶ。
シャークノーズと呼ばれるボールドウィン製の機関車は3形式存在する。
- DR-6-4-2000 - 旅客用機関車。パッセンジャー・シャークノーズと呼ばれる。
- DR-4-4-1500 - 貨物用機関車。フレート・シャークノーズと呼ばれる。
- RF-16

旅客用の形式はPRRのみが所有し、貨物用の形式はPRR以外の鉄道会社、ニューヨーク・セントラル鉄道(NYC)、ボルチモア・アンド・オハイオ鉄道(B&O)、エルジン・ジョリエット・アンド・イースタン鉄道も所有した。
本タイプを購入した鉄道で、最後まで使用したのはNYCであった。使用を停止したあと、1967年にマノンガヘイラ鉄道に1両6,000ドルで譲渡した。1972年にロードナンバー1205号・1216号の2両を除き、解体された。その2両も1976年にスクラップとして売却されたが、デラウェア・アンド・ハドソン鉄道(D&H)がスクラップ業者より購入し、解体を免れた。2両はミシガン州のカストロライトが購入し、1978年からリース車両としてミシガン・ノーザン鉄道で使用された。

## ギャラリー

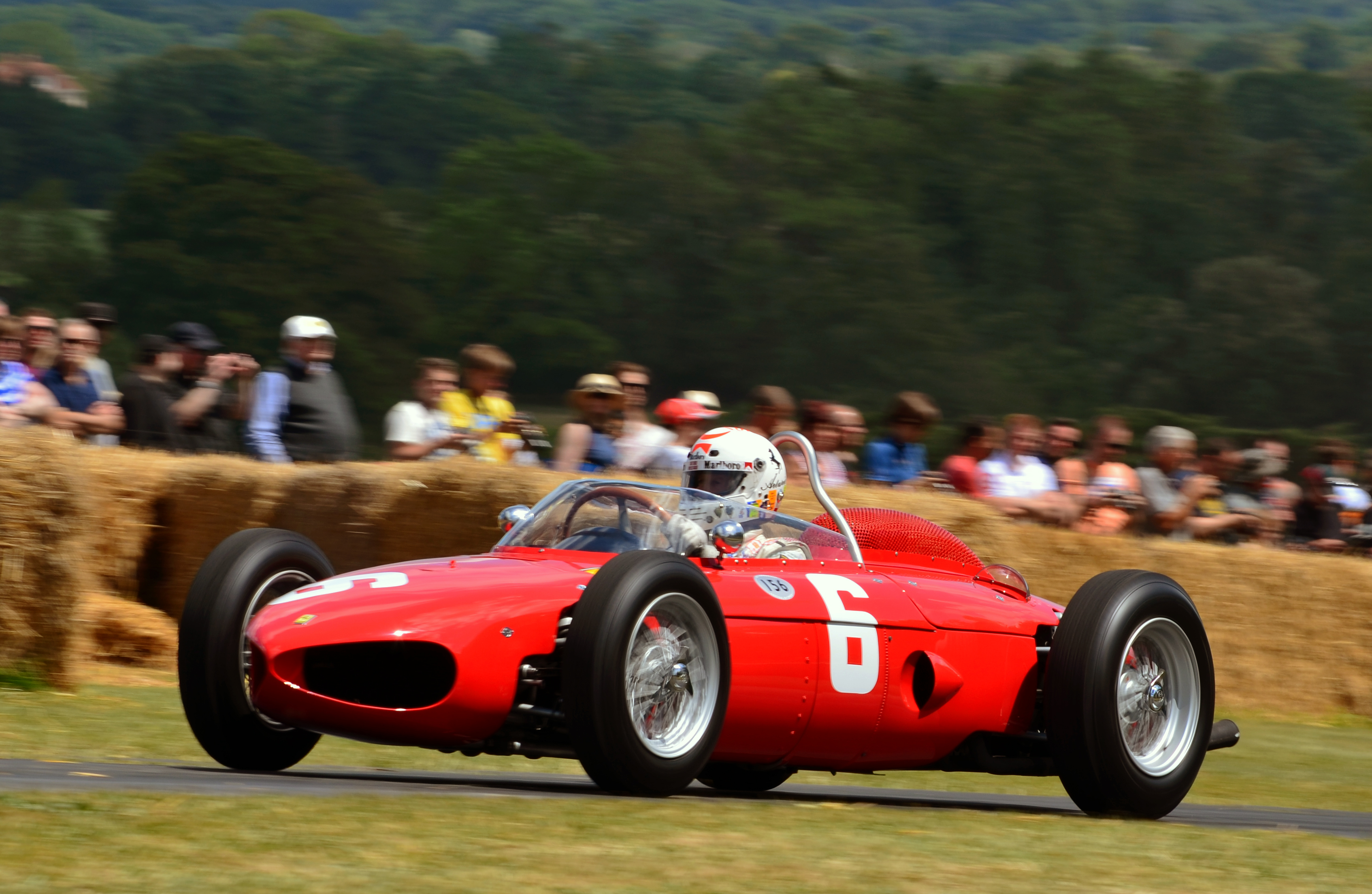
フェラーリ・156F1
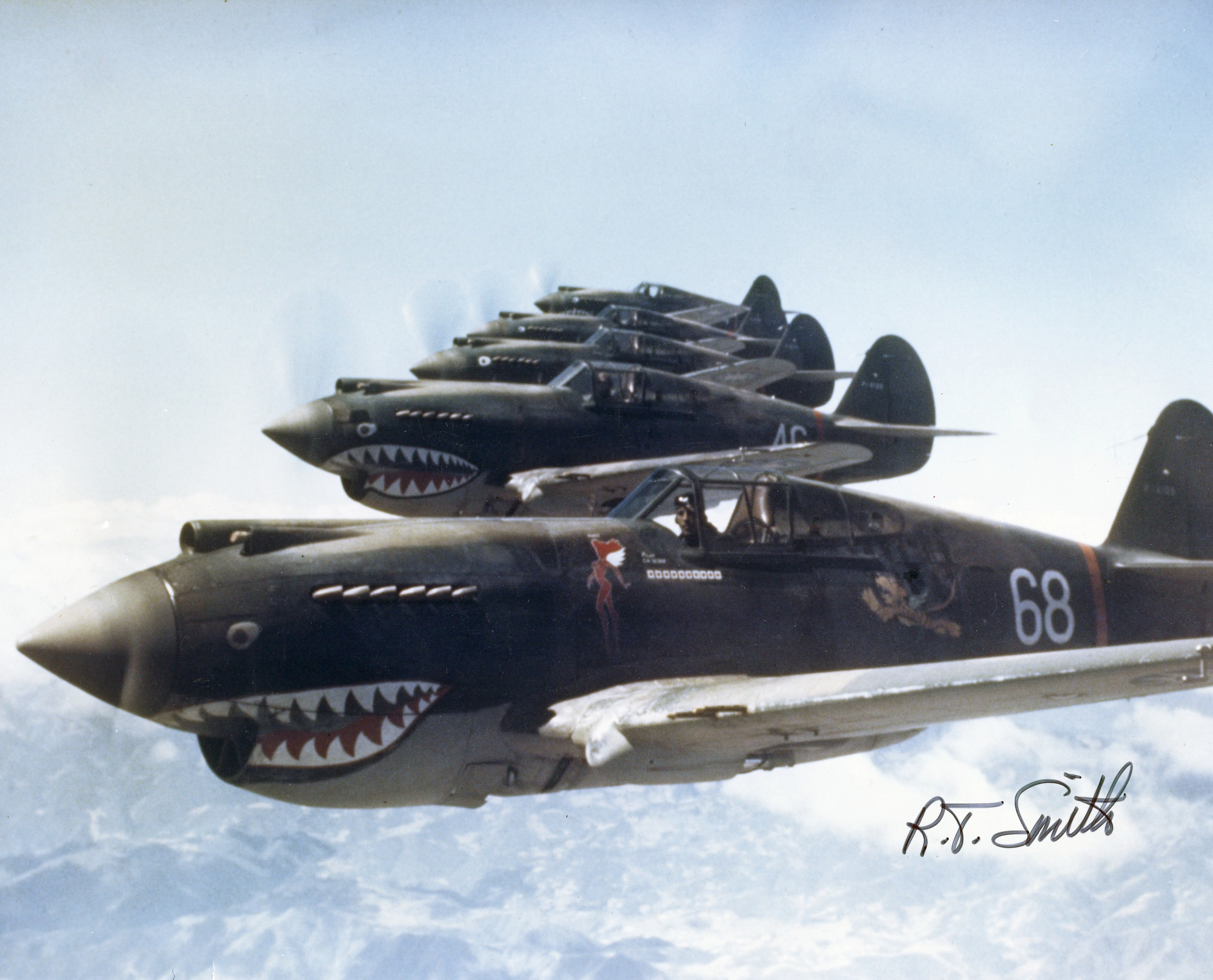
シャークマウスが施されたカーチスP-40
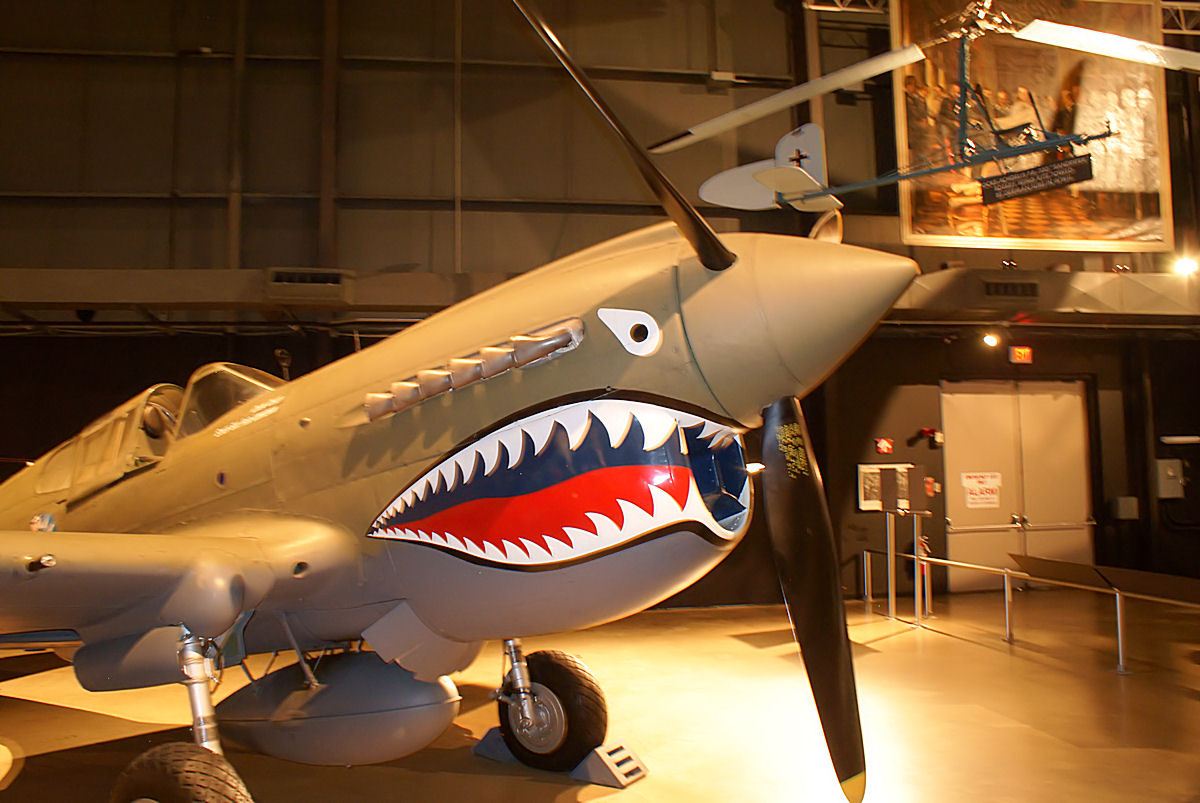
同左
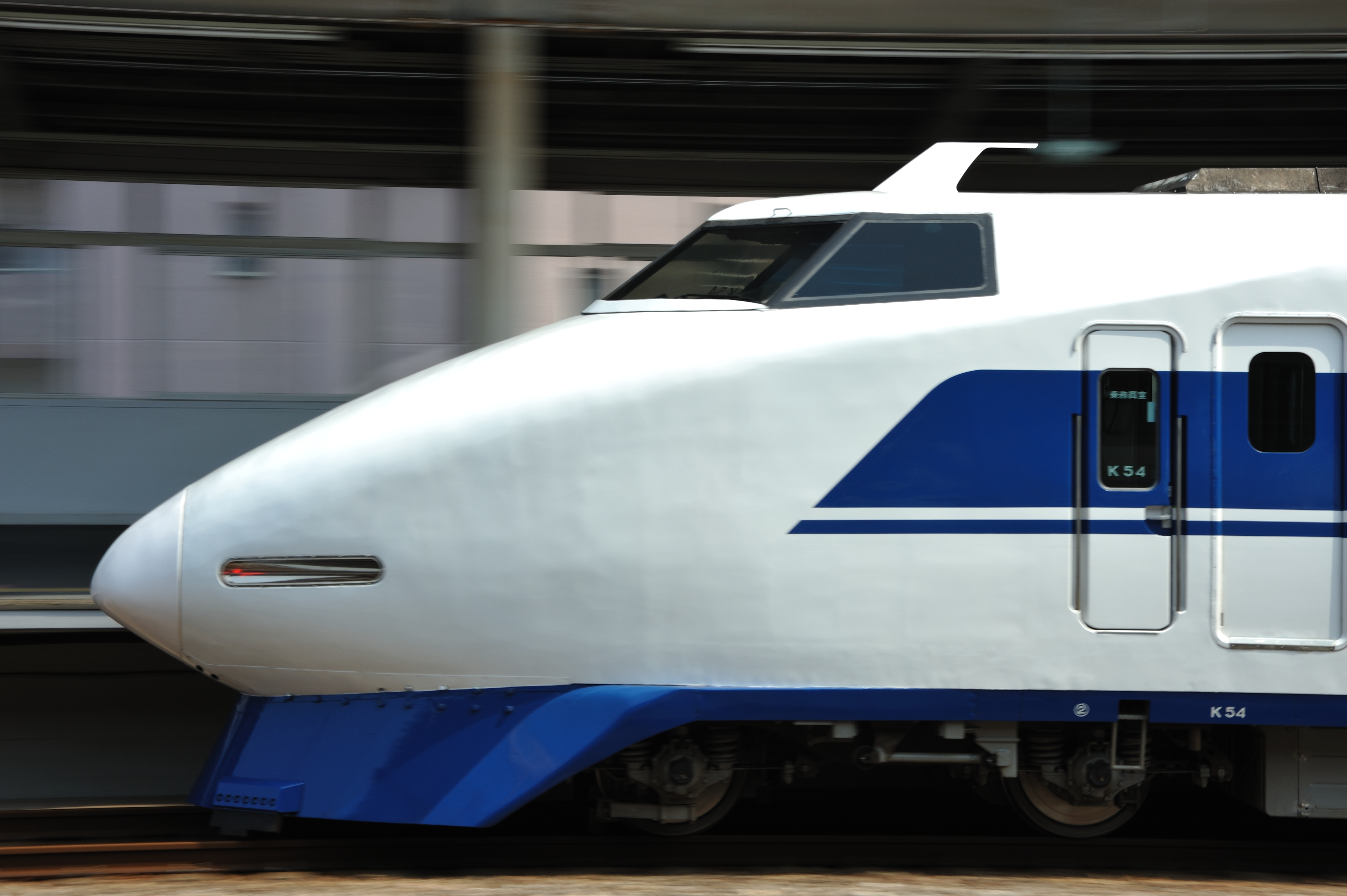
東海道・山陽新幹線100系電車
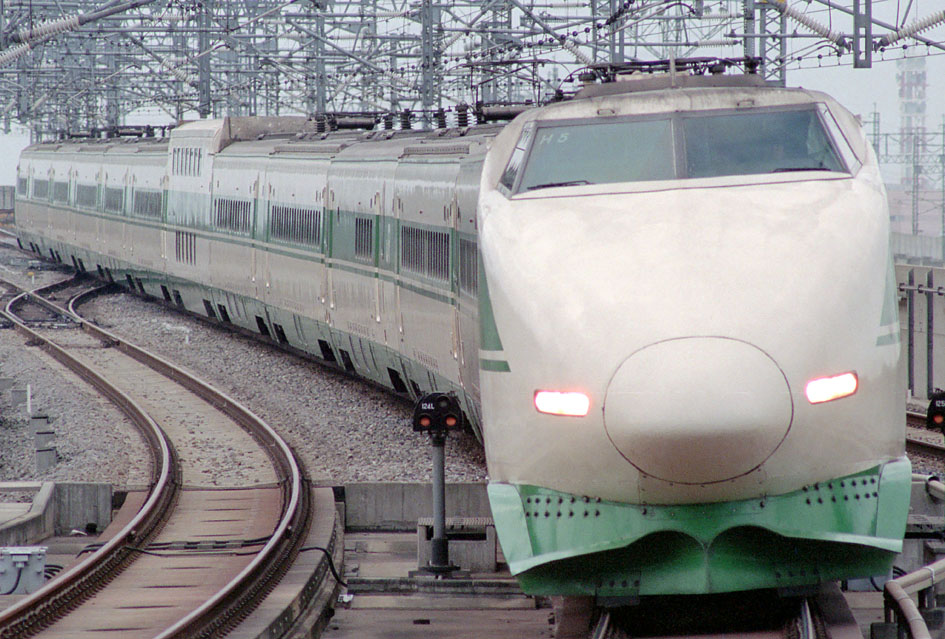
東北新幹線200系電車
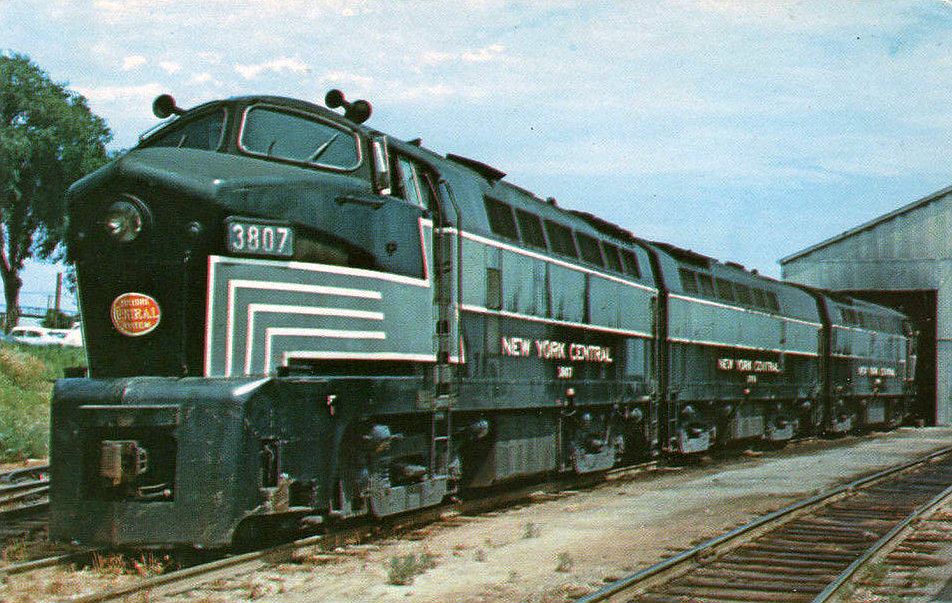
ボールドウィンRF-16